# Luba (Guinée équatoriale)
Pour les articles homonymes, voir Luba.
Luba est une ville de Guinée équatoriale, la seconde en importance sur l'île de Bioko, d'une population d'environ 7 000 personnes. La ville compte deux collèges et une école primaire. Située dans la province de Bioko-Sur, elle est le chef-lieu d'un district auquel elle a donné son nom.